# جون لويد (موظف مدني)
جون لويد (بالإنجليزية: John Lloyd)‏ هو موظف مدني بريطاني، ولد في 24 ديسمبر 1940.